# Sender Karlshorst
Sender Karlshorst ist das zweite  Musikalbum des Projektes Rummelsnuff des deutschen Künstlers Roger Baptist. Es erschien 2010 bei Out of Line und wird der Stilrichtung Electropunk zugerechnet.

## Musikstil und Texte
Rummelsnuff selbst bezeichnet seine Musik als „Derbe Strommusik“. Das Album wurde größtenteils rein elektronisch erzeugt, nur vereinzelt wurden zusätzliche Instrumente eingesetzt.
Die Liedertexte handeln wie beim Vorgängeralbum Halt durch! von Seemanns-, Arbeiter- und Sportlerthemen, in einer düsteren und melancholischen Stimmung. Bis auf das spanischsprachige Hombres Hombres, sind alle eigenen Titel in Deutsch verfasst.
Der Albumtitel leitet sich vom Berliner Stadtteil Karlshorst ab, wo zwischen 1945 und 1991 die frühere Rote Armee und bis 1993 die Sowjetarmee bzw. Russischen Streitkräfte das Hauptquartier der Gruppe der Sowjetischen Streitkräfte in Deutschland hatten. Im Nachbarbezirk Adlershof befand sich das Fernsehzentrum der DDR, auf dessen ehemaligem Gelände das Album größtenteils entstanden ist. Einen realen Sender dieses Namens gab es nie. Mehrere Titel des Albums spielen auf die frühere Sowjetunion und Russland an, das Rummelsnuff nach eigenen Angaben schon immer fasziniert. Der Titel Stalinallee ist eine Art verspätete DDR-Hymne, mit Textzeilen wie:
Marx, Mielke, Stalin, Schilkin-

hier strömt der Lebensgeist!
und
… der Drang nach Volksdemokratie

lang’ nicht am Boden liegt.
Auch drei Coverversionen finden sich auf dem Album. Der Nummer-eins-Hit Mandy des US-amerikanischen Sängers Barry Manilow aus dem Jahr 1974 wurde von Rummelsnuff eingedeutscht, während er Gilbert Bécauds französischen Chanson Nathalie von 1964 in der Originalsprache beließ. Ein weiterer Klassiker ist das Boxerlied, das schon im Jahre 1930 von Max Schmeling im Spielfilm Liebe im Ring gesungen wurde.

## Titelliste
| Nr. | Name                             | Länge | Autor(en)                        | Bemerkungen                                     |
| --- | -------------------------------- | ----- | -------------------------------- | ----------------------------------------------- |
| 1.  | Der Heizer                       | 3:25  | Roger Baptist                    |                                                 |
| 2.  | Freier Fall                      | 3:58  | Roger Baptist                    |                                                 |
| 3.  | Eindruck Schinden                | 3:25  | Roger Baptist                    |                                                 |
| 4.  | Donnerbolzen                     | 2:12  | Roger Baptist, J. B. Gouthier    |                                                 |
| 5.  | Pumper                           | 3:52  | Roger Baptist                    |                                                 |
| 6.  | Salzig schmeckt der Wind         | 3:48  | Roger Baptist                    |                                                 |
| 7.  | Mandy                            | 3:47  | Scott English, Richard Kerr      | deutschsprachige Coverversion von Roger Baptist |
| 8.  | Winterlied                       | 2:57  | Roger Baptist                    |                                                 |
| 9.  | Nathalie                         | 3:51  | Gilbert Bécaud, Pierre Leroyer   | Coverversion mit französischem Originaltext     |
| 10. | Boxerlied                        | 2:53  | Artur Guttmann, Fritz Rotter     | Nebenstimmen von Tarek Ehlail, Thorsten Thimm   |
| 11. | Der Sieg Ist Pflicht             | 2:24  | Roger Baptist, Christian Schöbel |                                                 |
| 12. | Stalinallee                      | 4:13  | Roger Baptist                    |                                                 |
| 13. | Wolgastrom                       | 3:30  | Roger Baptist                    |                                                 |
| 14. | Wenn Du Aus Dem Leben Schwindest | 3:24  | Roger Baptist                    |                                                 |
| 15. | Hombres Hombres                  | 3:02  | Roger Baptist, Thorsten Thimm    | mit spanischem Text                             |

## Gestaltung der CD-Version
Das CD-Cover welches von Ray van Zeschau fotografiert wurde, zeigt den Künstler mit historischer Fliegerhaube und Mikrofon vor dem Kraftwerk Klingenberg der Berliner Städtischen Elektrizitätswerke A.-G. sowie dem ehemaligen DDR-Rundfunkgebäude in Berlin in der Nalepastraße in rotem Abendlicht. Im CD-Booklet sind die Liedertexte mit je einem passenden Foto abgebildet, die von verschiedenen Fotografen u. a. von Sven Marquardt jedoch zumeist von Ray van Zeschau erstellt wurden.